# 메리 사이먼
메리 사이먼(영어: Mary Simon, 본명: Mary Jeannie May Simon CC CMM COM OQ CD, 이누크티투트어: Ningiukudluk, 1947년 8월 21일~)는 캐나다의 공무원, 외교관, 전직 방송인으로, 2021년부터 제30대 캐나다 총독으로 재임 중이다. 

## 경력
사이먼은 퀘벡주 포트 세베라이트에서 태어났다. 공직에 들어가기 전 1970년대에 잠시 CBC 노던 서비스의 프로듀서 및 아나운서로 일했으며 북부 퀘벡 이누이트 협회 이사회에서 활동하고 샬럿타운 어코드(Charlottetown Accord) 협상에서 핵심 역할을 했다. 사이먼은 1994년부터 2004년까지 캐나다 최초의 극지방 문제 담당 대사이자 북극위원회 창설을 위한 수석 협상가였다. 그녀는 또한 1999년부터 2002년까지 덴마크 주재 캐나다 대사를 역임했다.
2021년 7월 6일, 저스틴 트뤼도 총리는 캐나다 여왕인 엘리자베스 2세 여왕이 사이먼을 차기 캐나다 총독으로 임명하는 것을 승인했다고 발표했다.